# Ceriana fruhstorferi
Ceriana fruhstorferi är en tvåvingeart som först beskrevs av Meijere 1908.  Ceriana fruhstorferi ingår i släktet griffelblomflugor, och familjen blomflugor. Inga underarter finns listade i Catalogue of Life.